# 2009 في المكسيك
فيما يلي قوائم الأحداث التي وقعت خلال عام 2009 في المكسيك.

## رياضة
- 1 يناير – الدوري المكسيكي الممتاز 2009 الفائز نادي أونيفرسيداد ناسيونال.

## برامج ومسلسلات وأنمي
- خطيئتي

## موسيقى

### ألبومات
من الألبومات التي صدرت هذه السنة في المكسيك:
- 1 يناير – غران سيتي بوب من غناء باولينا روبيو.

## وفيات

### يناير
- 14 يناير – ريكاردو مونتلبان (مواليد 1920)
- 21 يناير – خايمي بيلمونت (مواليد 1934) لاعب كرة قدم مكسيكي.

### فبراير
- 26 فبراير – فرناندو غارسيا رويل (مواليد 1921) مهندس مكسيكي.

### مارس
- 23 مارس – راؤول ماسياس (مواليد 1934)

### أبريل
- 30 أبريل – أمبارو أروزامينا (مواليد 1916) ممثلة مكسيكية.

### مايو
- 4 مايو – إدوارد ستيوارت كينيدي (مواليد 1912)
- 9 مايو – خوان غوميز (مواليد 1924) لاعب كرة قدم مكسيكي.
- 10 مايو – سيرجيو أسكوبادو (مواليد 1931) مبارز بالسيف مكسيكي.

### يونيو
- 14 يونيو – كارلوس باردو (مواليد 1975) سائق سباق مكسيكي.

### يوليو
- 22 يوليو – ماركو أنطونيو نازارث (مواليد 1986) ملاكم مكسيكي.

### أغسطس
- 29 أغسطس – يولاندا فاريلا (مواليد 1930) ممثلة مكسيكية.

### أكتوبر
- 25 أكتوبر – لازارو بيريز خيمينيز (مواليد 1943) كهنوت مكسيكي.

### نوفمبر
- 7 نوفمبر – برناردو غارزا سادا (مواليد 1930) رجل أعمال مكسيكي.
- 22 نوفمبر – فرنسيسكو رودريغيز (مواليد 1984) ملاكم مكسيكي.
- 28 نوفمبر – خواكين فارغاس غوميز (مواليد 1925) رجل أعمال مكسيكي.

### ديسمبر
- 4 ديسمبر – ليتيسيا بالما (مواليد 1926) ممثلة مكسيكية.
- 17 ديسمبر – غويلرمو أورتيز كامارغو (مواليد 1939) لاعب كرة قدم مكسيكي.